# Honeado
El honeado es el proceso por el que pasan los tubos para tener una superficie lisa que permite el fácil flujo del aceite por el tubo y permite un eficiente sellado y alta durabilidad de los sellos o empaques.
Los tubos honeados son tubos que por sus características especiales se utilizan para la reparación y fabricación de cilindros.

## Proceso
El proceso de honeado consiste en introducir una flecha de acero que tiene piedras abrasivas en la punta y rotarla mecánicamente por el diámetro interior de toda la longitud del tubo. Además de las características únicas de ser estirado sobre mandril, como el grosor uniforme de la pared, el honeado le da a los tubos una superficie interior especialmente suave que lo hace excelente para el flujo de aceite a través de su longitud y por lo tanto excelente para fabricar o reparar cilindros. 
Los tubos honeados o camisas o fundas hidráulicas como también suelen ser llamados, tienen grosor uniforme de la pared y son fáciles de maquinar. Además el proceso de honeado permite un eficiente sellado y alta durabilidad de los sellos o empaques.
- Datos: Q5901541